# 小雷·潘貝魯特
小雷·潘貝魯特（Rerun）是史努比漫畫中的一個角色，是露西和奈勒斯的弟弟。他名字的由來因為露西認為她弟弟（奈勒斯）出生時發生的事，又要再重來一次。因此奈勒斯決定他弟弟要取名叫Rerun。